# Cattedrali in Etiopia

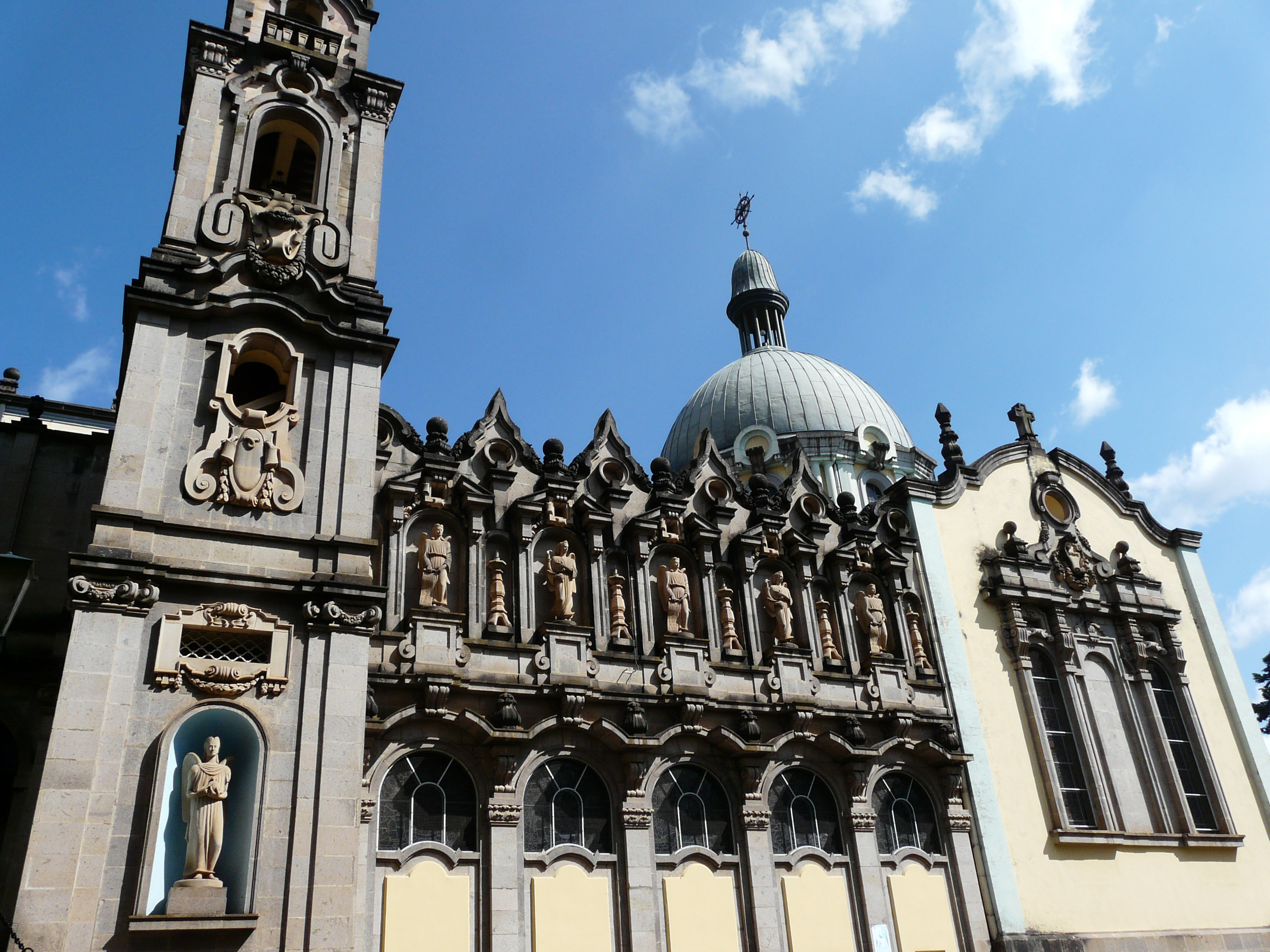
Cattedrale ortodossa della Santa Trinità, Addis Abeba

Questa è una lista delle cattedrali in Etiopia.

## Cattedrali cattoliche

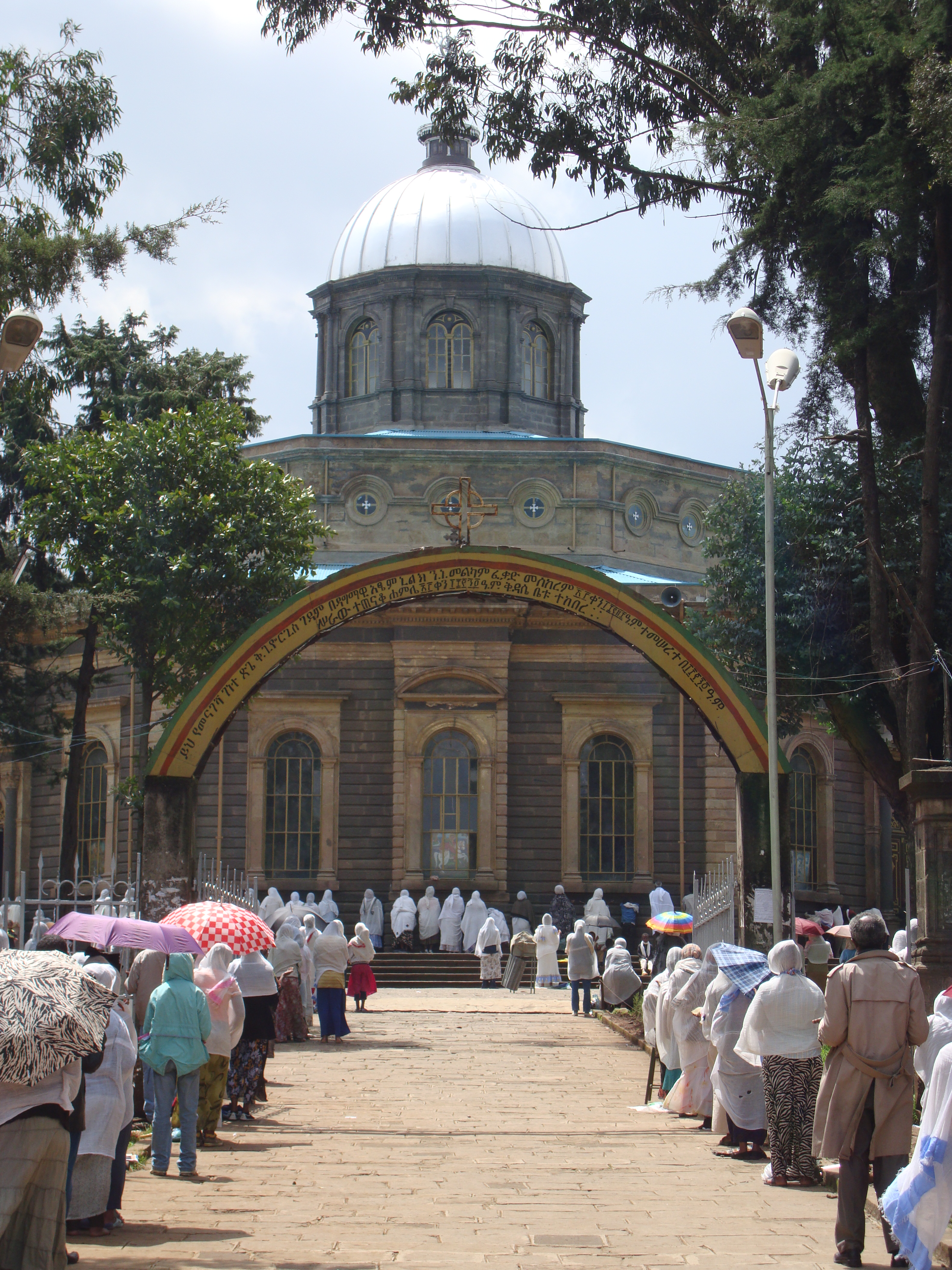
Cattedrale ortodossa di San Giorgio, Addis Abeba

| Cattedrale                                          | Arcidiocesi o Diocesi               | Località    |
| --------------------------------------------------- | ----------------------------------- | ----------- |
| Cattedrale della Natività della Beata Vergine Maria | Arcieparchia di Addis Abeba         | Addis Abeba |
| Cattedrale del Salvatore                            | Eparchia di Adigrat                 | Adigrat     |
| Cattedrale di Sant'Antonio                          | Eparchia di Emdeber                 | Emdeber     |
| Cattedrale di Kidane-Meheret                        | Vicariato apostolico di Auasa       | Auasa       |
| Cattedrale di San Giuseppe                          | Vicariato apostolico di Gambella    | Gambella    |
| Procattedrale del Santo Nome di Maria               | Vicariato apostolico di Harar       | Harar       |
| Cattedrale di San Giuseppe                          | Vicariato apostolico di Hosanna     | Hosanna     |
| Procattedrale della Beata Vergine Maria             | Vicariato apostolico di Gimma-Bonga | Gimma       |
| Cattedrale Kidane Meheret                           | Vicariato apostolico di Meki        | Meki        |
| Cattedrale Kidane Meheret                           | Vicariato apostolico di Nekemte     | Nekemte     |
| Cattedrale della Santissima Trinità                 | Vicariato apostolico di Soddo       | Soddo       |
| Cattedrale dell'Emmanuele                           | Prefettura apostolica di Robe       | Robe        |

## Cattedrali ortodosse
| Cattedrale                     | Arcidiocesi o Diocesi                | Località    |
| ------------------------------ | ------------------------------------ | ----------- |
| Cattedrale della Santa Trinità | Arcidiocesi ortodossa di Addis Abeba | Addis Abeba |
| Cattedrale di San Giorgio      | Arcidiocesi ortodossa di Addis Abeba | Addis Abeba |